# Ларионов, Алексей Павлович
Алексей Павлович Ларионов (17 февраля 1910 — ?) — советский футболист, нападающий ленинградского «Зенита». Мастер спорта СССР.
Выпускник юношеских команд ЛМЗ с 1925 года. С 1930 года — в главной команде (будущий «Сталинец» / «Зенит»). В группе А (1938-45) — 59 матчей, 13 голов. В группе Б (1936-37) — более 20 матчей, 4 гола. В неоконченном чемпионате 1941 года провёл 5 матчей за ленинградский «Спартак».
После окончания карьеры до ноября 1972 года работал модельщиком на ЛМЗ.
Младший брат Аркадий также выступал за «Сталинец» на позиции вратаря.

## Достижения
- Кубок СССР:

Обладатель (1944)
Финалист (1939)